# Santiago Wanderers
Club de Deportes Santiago Wanderers S.A.D.P. (eller bare Santiago Wanderers) er en chilensk fodboldklub. På trods af sit navn kommer klubben ikke fra Santiago, men derimod fra Valparaíso. Årsagen til det misvisende navn er, at der på tidspunktet for klubbens grundlæggelse allerede fandtes en klub ved navn Wanderers i Valparaíso, og stifterne valgte derfor at give klubben Santiago-navnet. 
Wanderers spiller i landets bedste liga, Primera División de Chile, og har hjemmebane på stadionet Estadio Elías Figueroa Brander. Klubben blev grundlagt den 15. august 1892, og har siden da vundet tre mesterskaber og to pokaltitler. 

## Titler
- Primera División de Chile (3): 1958, 1969, 2001

- Copa Chile (2): 1959, 1961

## Kendte spillere
| - Norberto Acosta (2002) - Claudio Borghi (1998–99) - Pablo Calandria (2012–) - Vicente Cantatore (1963–70) - Ariel Cólzera (2012–2013) - Luis Alberto Escobedo (1990–91) - Pablo Lenci (2005) - Pablo López (2008–11) - Pedro Monzón (1996) - Gerardo Reinoso (1996) - Luis Salmerón (2012-) - Darío Scotto (2001) - Mario Véner (1996–97) - Francisco Arancibia (2004–) - Moisés Ávila (1997-1999) - Rodrigo Barra (2001–05, 2009–) - Jorge Contreras (1997) - José Contreras (2000–06) - Marcelo Corrales (2000) - Freddy Ferragut (1996–97) - Elías Figueroa (1965–66) - Cristián Flores (1992–97) - Eric Godoy (2005–) - Rodrigo Goldberg (1992–93) - Jaime Grondona (2005–07) - Carlos Hofmann (1961–65) - Juan Carlos Letelier (1978–80) - Juan Gonzalo Lorca (2012–) - Eduardo Lobos (2011–) - Roberto Luco (2001–06, 2008–) - Gabriel Mendoza (1998–2000) - Carlos Muñoz (2007–) - Raúl Muñoz (1994–96) - Reinaldo Navia (1996-00) - Claudio Núñez (1993–96) - Rodrigo Núñez (2000–04) - Juan Olivares (1961–69) - Roberto Ordenes (2012–) |  | - Jorge Ormeño (1997-04, 2012-) - Luis Oyarzún (2003–06) - Rodrigo Pérez (1997-00) - David Pizarro (1996–99) - Santiago Pizarro (1994–2000) - Francisco Prieto (2004–07) - David Reyes (2005–) - Jaime Riveros (2001–04, 2006) - Héctor Robles (1999-04) - Sebastián Roco (2003–04, 2005–07) - Mauricio Rojas Toro (1999-05) - Claudio Salinas (1994–99, 2009) - Arturo Sanhueza (2001–04) - Michael Silva (2004–07, 2010–) - Joel Soto (1998-03, 2005, 2008–09) - José Soto (2001–03, 2004–07, 2008) - Rodrigo Toloza (2012–) - Carlos Toro (2000–04) - Francisco Valdés (1976) - Rodrigo Valenzuela (2001) - Alex Varas (2001–04, 2008) - Marcelo Vega (1997) - Adán Vergara (2011–) - Mauricio Viana (2008–) - Moisés Villarroel (1995-02, 2009–) - Francisco Cassiani (2000–01) - Tressor Moreno (2011, 2012-) - Manuel Valencia (2000–04) - Alberto Montaño (1998) - Dwight Pezzarossi (2002) - Víctor Hugo Avalos (2007) - Alejandro Da Silva (2010) - Máximo Rolón (1962) - Gonzálo Camilli (1997–98) - Silvio Fernández (2001–02, 2006) - Alberto Ferrero (1966–69) - Matías Pérez (2011) |